# Ammoplanus
Ammoplanus ist eine Gattung der Grabwespen (Spheciformes) aus der Familie Crabronidae. Weltweit sind 41 Arten bekannt, von denen 28 in der Paläarktis auftreten und 19 auch in Europa verbreitet sind. Davon kommen in Mitteleuropa drei Arten vor.

## Merkmale
Die sehr kleinen, schwarzen Tiere haben keinen Hinterleibsstiel. Die Vorderflügel haben nur eine Submarginalzelle. Wie auch bei den ähnlichen Gattungen Stigmus und Spilomena ist das Flügelmal sehr groß und länger als die kurze Marginalzelle.

## Lebensweise
Die Weibchen legen ihre Nester in Lehm- und Lößwänden an. Die Brut wird mit Fransenflüglern (Thysanoptera) versorgt, die jedoch nicht durch einen Stich, sondern wie bei der Gattung Spilomena und einigen anderen Blattlausjägern durch Druck mit den Mandibeln getötet werden.

## Arten (Europa)
- Ammoplanus nanus Boucek & Gayubo 2001
- Ammoplanus rhodesianus Arnold 1924
- Ammoplanus simplex Gussakowskij 1952
- Ammoplanus bischoffi Marechal 1938
- Ammoplanus blascoi Boucek & Gayubo 2001
- Ammoplanus ceballosi Giner Mari 1943
- Ammoplanus dusmeti Giner Mari 1943
- Ammoplanus gengen Tsuneki 1972
- Ammoplanus hofferi Snoflak 1943
- Ammoplanus insularis Giner Mari 1943
- Ammoplanus kaszabi Tsuneki 1972
- Ammoplanus kohlii Kohl 1898
- Ammoplanus marathroicus (De Stephani 1887)
- Ammoplanus minutus Boucek 2001
- Ammoplanus perrisi Giraud 1869
- Ammoplanus pragensis Snoflak 1945
- Ammoplanus rjabovi Gussakowskij 1931
- Ammoplanus strumae Boucek 2001
- Ammoplanus torresi Gayubo 1991

## Belege